# الیزابت اتریش، ملکه فرانسه
الیزابت اتریش (انگلیسی: Elisabeth of Austria, Queen of France) ملکه فرانسه و همسر شارل نهم بود. وی فرزند ماکسیمیلیان دوم، امپراتور مقدس روم و ماریای آستوریاس بود.